# Schwedische Missionsprovinz

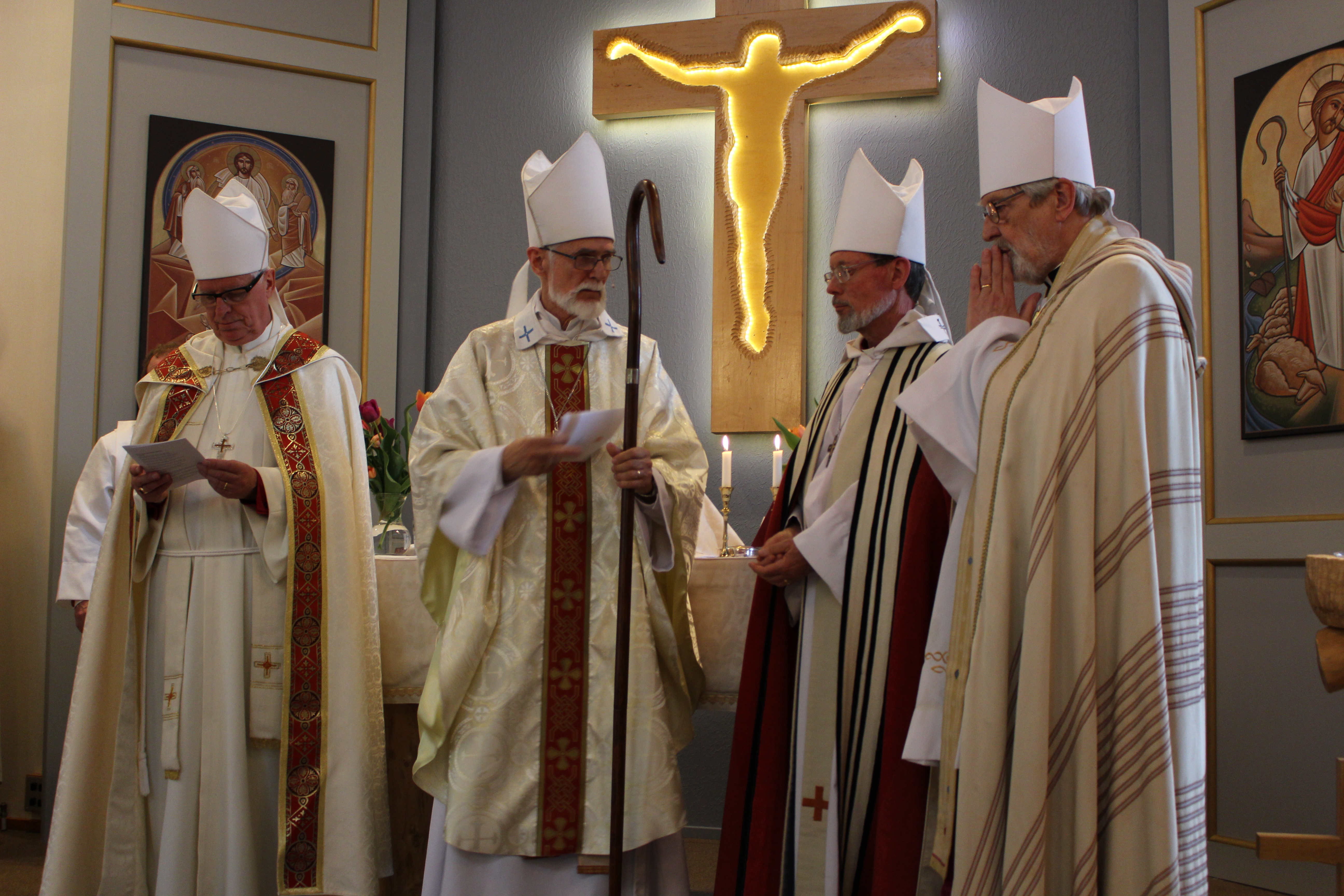
Die Bischöfe Roland Gustafsson (1. v. l.), Lars Artman (3. v. l.) und Göran Beijer (4. v. l.) bei der Konsekration von Bischof Bengt Ådahl (2. v. l.) am 27. April 2019

Die schwedische Missionsprovinz (schwed. Missionsprovinsen i Sverige) ist eine durch Zusammenschluss von sogenannten bekenntnisgebundenen lutherischen Pastoren und Gemeinden entstandene unabhängige Denomination, die in Abgrenzung zum theologischen Liberalismus der Schwedischen Kirche gegründet wurde. In der Missionsprovinz kommen sowohl hochkirchliche als auch schartauanische Strömungen der schwedischen Volkskirche zusammen. Derzeit (2019) gehören ihr in ganz Schweden 15 Gemeinden (koinonior) an.
Die Gründung der Missionsprovinz hat ihre Wurzeln in den 1950er Jahren, als per Synodenbeschluss das Pfarramt für Frauen in der Schwedischen Kirche ermöglicht wurde. Da dies nach Auffassung einiger lutherischer Theologen entgegen der Weisung der Heiligen Schrift ist, wurde den schwedischen Pastoren Gewissensfreiheit gewährt. Diese in der Kirchenordnung festgehaltene Gewissensfreiheit wurde jedoch 1997 aufgehoben und den erklärten Gegnern der Ordination von Frauen seitdem der Zugang zum Pfarramt versagt. Daraufhin warb der emeritierte Bischof Bertil Gärtner für einen Zusammenschluss der konservativen Pfarrer und Gemeinden, um ihnen Unabhängigkeit gegenüber den Bischöfen der Schwedischen Kirche zu verschaffen. Am 6. September 2003 erfolgte die offizielle Gründung der schwedischen Missionsprovinz, die sich als freie Diözese innerhalb der Schwedischen Kirche sieht. Diese Sichtweise wird aber von der schwedischen Volkskirche abgelehnt.
Am 5. Februar 2005 konsekrierte Walter Obare Omwanza, ein konservativer Bischof der Evangelical Lutheran Church in Kenya, den pensionierten Pastor Arne Olsson (1930–2024) zum Bischof der schwedischen Missionsprovinz. Dieser Konsekration ging ein Briefwechsel zwischen dem damaligen Erzbischof von Uppsala K. G. Hammar und Walter Obare Omwanza voraus, in welchem Obare Omwanza die Situation der lutherischen Kirchen in Deutschland und Schweden als gefährdet bezeichnet und die Konsekration Olssons zum Bischof als Reaktion auf die Notlage der bekennenden lutherischen Christen in Schweden bezeichnete. Die Schwedische Kirche betrachtete seitdem die Missionsprovinz als eigenständige Freikirche und hat die aktiven Pastoren der Missionsprovinz aus ihrem Pfarramt entlassen.
Olsson weihte 2006 zwei Assistenzbischöfe, Lars Artman und Göran Beijer, sowie 2010 Matti Väisänen als Bischof der Missionsprovinz in Finnland, die aber 2013 als Suomen evankelisluterilainen lähetyshiippakunta selbständig wurde. Seit 2010 amtiert Roland Gustafsson als Bischof der Missionsprovinz. Am 27. April 2019 wurde Bengt Ådahl zum dritten Bischof der Missionsprovinz geweiht.
2018 wurde die schwedische Missionsprovinz zusammen mit ihren Schwesterkirchen in Finnland (Suomen evankelisluterilainen lähetyshiippakunta) und Norwegen (Det evangelisk-lutherske stift i Norge) in den Internationalen Lutherischen Rat aufgenommen. In Deutschland besteht Kirchengemeinschaft mit der Selbständigen Evangelisch-Lutherischen Kirche.
Die theologische Ausbildung der Pastoren findet an der församlingsfakulteten in Göteborg statt.